# Euphorbia joyae
Euphorbia joyae är en törelväxtart som beskrevs av Peter René Oscar Bally och Susan Carter. Euphorbia joyae ingår i släktet törlar, och familjen törelväxter.
Artens utbredningsområde är Kenya. Inga underarter finns listade i Catalogue of Life.